# Santa Ana (rivier)
De Santa Ana (Engels: Santa Ana River) is een rivier in het zuiden van de Amerikaanse staat Californië. Tezamen met de Los Angeles River en de San Gabriel River, is het een van de drie grote rivieren die door Los Angeles stromen. De Santa Ana River is de grootste rivier die geheel binnen de grenzen van Zuid-Californië stroomt.

## Loop
De Santa Ana River ontspringt in de San Bernardino Mountains en is 154 kilometer lang. De rivier stroomt onder meer langs de steden San Bernardino, Riverside, Anaheim en Santa Ana. Tussen Corona en Yorba Linda breekt de rivier door de noordelijke uitloper van de Santa Ana Mountains.
De San Jacinto River, de belangrijkste zijrivier van de Santa Ana River, droogt normaliter uit voordat het water de Santa Ana River kan bereiken. Enkele in jaren met extreem veel neerslag bereikt de San Jacinto River de Santa Ana River. Door de beperkte regen in de regio stroomt er het grootste deel van het jaar maar weinig water in de Santa Ana River. In het korte winterseizoen ontstaan er echter vaak kortstondige stortvloeden.

## Stroomgebied
In het oosten bevindt het laagste punt van de waterscheiding tussen het stroomgebied van de Santa Ana River (San Timoteo Creek) en de Coachella Valley (Whitewater River) zich één kilometer ten zuidoosten van Beaumont.
In het noorden vormt de Cajonpas de grens met het bekken van de Mojavewoestijn (Mojave River).

## Geschiedenis

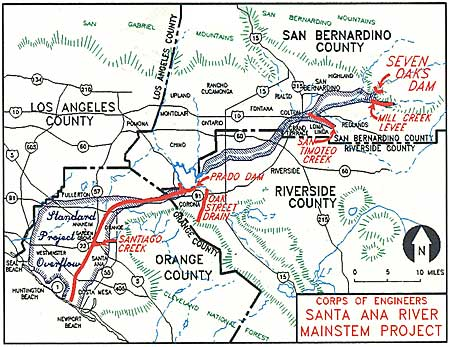
Santa Ana River Mainstem Project

In 1862 vond er een uitzonderlijk grote overstroming plaats langs de Santa Ana River. Vervolgens begon het gebied rond de Santa Ana River geleidelijk aan te verstedelijken, wat de mogelijke schade bij nieuwe overstromingen nog vergrootte. In de jaren 30 van de twintigste eeuw ('34 en '38) vonden er weer overstromingen plaats. Ondanks dat het debiet bij de overstroming van 1938 slechts een derde was in vergelijking met 1862, was de schade groter. 60 mensen overleden en 277 km² werden overstroomd. Het geniekorps van het Amerikaanse leger verklaarde de Santa Ana River als het grootste overstromingsrisico ten westen van de Mississippi en maakte plannen voor de betonnering van de rivierbedding. De Pradodam, gebouwd in 1941 op de grens van het Inland Empire en de Santa Ana Mountains, moest de piekdebieten van de Santa Ana River opvangen op ongeveer 48 kilometer van de monding van de rivier.
Als gevolg van deze verhoogde bescherming tegen overstromingen, verstedelijkte het gebied zeer sterk in de jaren 50 en 60. In 1964 werd het Santa Ana River Mainstem Project voor het eerst voorgesteld. Hierbij zou de laatste 49 kilometer van de rivier volledig gebetonneerd worden. De werken begonnen echter pas in 1989. In de 21e eeuw bestaat de rivierbedding uit één groot betonnen kanaal. In 1999 werd een tweede dam ingehuldigd, de Seven Oaks Dam. Deze houdt het water van de Santa Ana River op voordat het de vlakte van het Inland Empire kan binnenstromen.
- Gemeinsame Normdatei: 4817218-2
- National Archives and Records Administration: 10044183
- Virtual International Authority File: 245861172